# Volkswagen Arena
Volkswagen Arena – niemiecki stadion piłkarski położony w Wolfsburgu.
Na co dzień gra tu niemiecka drużyna piłkarska VfL Wolfsburg, występująca w 1. Bundeslidze.
Obiekt oddano do użytku 13 grudnia 2002 r. Zastąpił VfL-Stadion am Elsterweg.

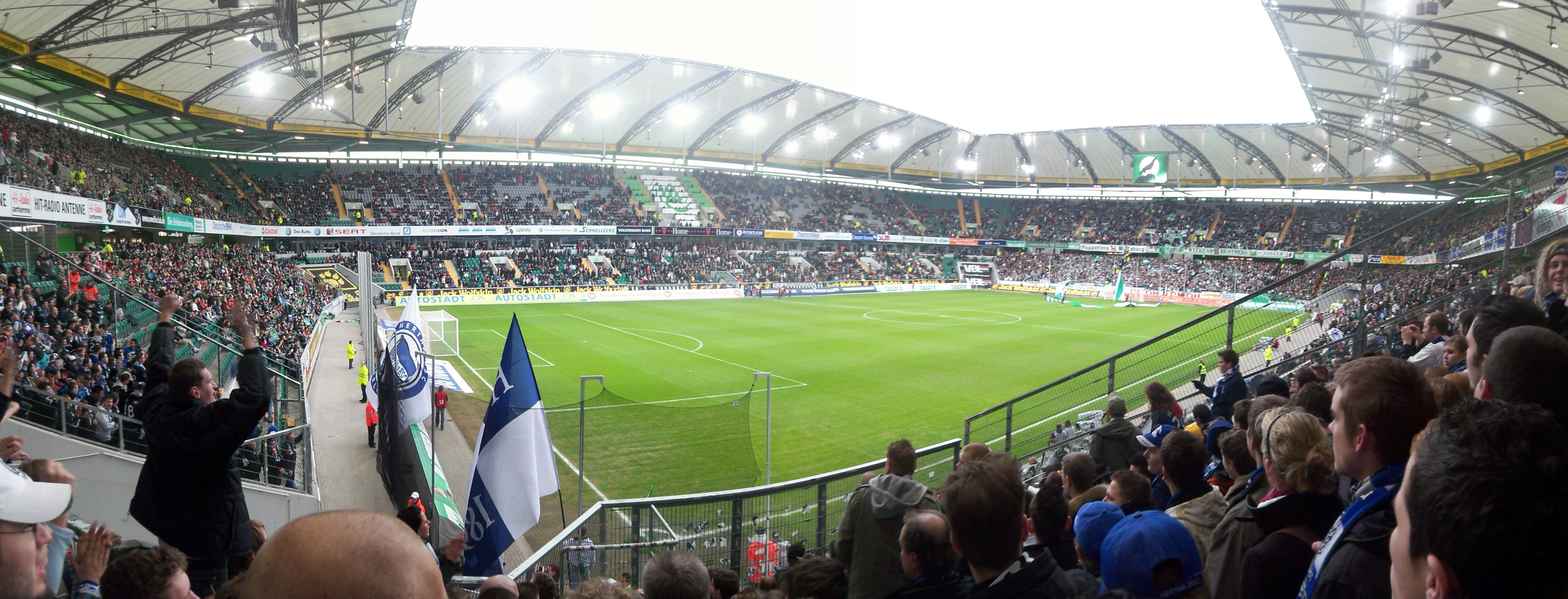